# Crevette bambou
Atyopsis moluccensis
Espèce
Statut de conservation UICN

 LC  : Préoccupation mineure
La crevette bambou (Atyopsis moluccensis), aussi appelée, comme d'autres crevettes proches crevette cuivrée, cuivre ou crevette éventail, est une espèce de crustacés de la famille des Atyidae et connue des aquariophiles.

## Description
La crevette bambou mesure de 5 à 7,5 cm.
Elle se nourrit par microphagie suspensivore, triant, face au courant, les particules nutritives à l'aide de soies disposées sur ses quatre pattes antérieures.

## Synonymes
- Atya moluccensis De Haan, 1849, protonyme avant son déplacement dans le genre Atyopsis.
- Atya armata Milne-Edwards, 1864
- Atya bisulcata Hickson, 1889
- Atya gustavi Ortmann, 1890
- Atya lineolata De Man, 1892